# Ойстер-Бей 12
Ойстер-Бей 12 (англ. Oyster Bay 12) — індіанська резервація в Канаді, у провінції Британська Колумбія, у межах регіонального округу Каувічен-Велі.

## Населення
За даними перепису 2016 року, індіанська резервація нараховувала 77 осіб, показавши скорочення на 13,5%, порівняно з 2011-м роком. Середня густина населення становила 62,7 осіб/км².
З офіційних мов обидвома одночасно не володів жоден з жителів, тільки англійською — 75. Усього 35 осіб вважали рідною мовою не одну з офіційних, з них усі — одну з корінних мов.
Працездатне населення становило 66,7% усього населення, рівень безробіття — 33,3%.

## Клімат
Середня річна температура становить 9,7°C, середня максимальна – 20,6°C, а середня мінімальна – -1,9°C. Середня річна кількість опадів – 1 233 мм.
| Клімат поселення                              | Клімат поселення | Клімат поселення | Клімат поселення | Клімат поселення | Клімат поселення | Клімат поселення | Клімат поселення | Клімат поселення | Клімат поселення | Клімат поселення | Клімат поселення | Клімат поселення | Клімат поселення |
| Показник                                      | Січ.             | Лют.             | Бер.             | Квіт.            | Трав.            | Черв.            | Лип.             | Серп.            | Вер.             | Жовт.            | Лист.            | Груд.            |                  |
| Середній максимум, °C                         | 8,01             | 9,17             | 11,14            | 13,55            | 16,83            | 19,57            | 20,26            | 20,55            | 17,68            | 13,15            | 9,05             | 6,20             |                  |
| Середня температура, °C                       | 3,03             | 4,20             | 6,17             | 8,59             | 11,86            | 14,60            | 17,08            | 17,39            | 14,52            | 9,99             | 5,88             | 3,04             |                  |
| Середній мінімум, °C                          | −1,93            | −0,77            | 1,20             | 3,61             | 6,88             | 9,65             | 13,91            | 14,21            | 11,35            | 6,81             | 2,71             | −0,14            |                  |
| Норма опадів, мм                              | 200              | 130              | 122              | 70               | 53               | 42               | 26               | 33               | 39               | 114              | 200              | 204              |                  |
| Середньомісячна швидкість вітру, м/с          | 3.60             | 3.45             | 3.59             | 3.50             | 3.40             | 3.42             | 3.28             | 2.99             | 2.74             | 3.04             | 3.64             | 3.73             |                  |
| Середньомісячна сонячна радіація, кДж/м²·день | 3089             | 5915             | 9944             | 14811            | 18678            | 19980            | 21120            | 18115            | 13108            | 7119             | 3614             | 2455             |                  |
| --------------------------------------------- | ---------------- | ---------------- | ---------------- | ---------------- | ---------------- | ---------------- | ---------------- | ---------------- | ---------------- | ---------------- | ---------------- | ---------------- | ---------------- |
| Джерело:                                      |                  |                  |                  |                  |                  |                  |                  |                  |                  |                  |                  |                  |                  |